# クレイトン・ヘイル
クレイトン・ヘイル（Creighton Hale、1882年5月24日 - 1965年8月9日）は、アイルランドの俳優。

## 出演作品
- シービスケット物語（1949）
- ハリウッド大通り（1936）
- 仮面の男（1933）
- 恋の大分水嶺（1930）
- アンニー・ローリー（1927）
- 猫とカナリヤ（1927）
- 青春の美酒（1924）
- 女優メリー（1923）
- 嵐の孤児（1921）
- 東への道（1920）
- 渇仰の舞姫（1920）
- 鉄の爪（全二十篇）（1916）
- 拳骨（1914）